# 艾斯林根
艾斯林根（德語：Aislingen，發音：[ˈaɪslɪŋən]）是德国巴伐利亚州斯图加特行政区多瑙河畔迪林根县的市镇，总面积19.35平方千米，2023年12月31日总人口为1,301人。